# Monte Sherman
El monte Sherman es una cumbre de alta montaña en la cordillera del Mosquito de las Montañas Rocosas de América del Norte. Está situado a 4.280 m (14.043 pies) de altura, a 11 km (6,8 millas) al este y al sur (rumbo 103°) de la ciudad de Leadville, Colorado (Estados Unidos), en la divisoria de drenaje que separa el condado de Lake del condado de Park. La montaña fue nombrada en honor al General William Tecumseh Sherman.

## Montaña
El monte Sherman es uno de los más anodinos de los picos mayores de catorcemil pies, y uno de los más fáciles de escalar y es el único catorcemil que ha tenido un aterrizaje exitoso de un avión en su cima.

## La mina Sherman

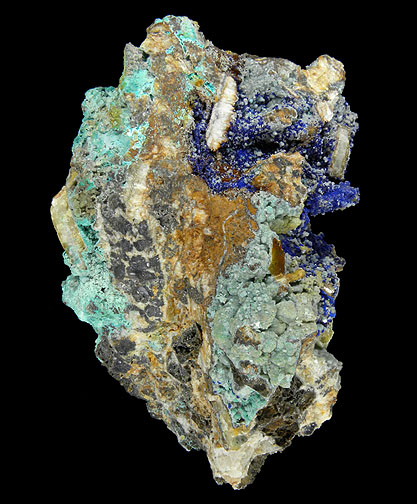
Cerusita-Rosasita-Azurita-Smithsonita-Mimetita (etc.), clásico mineral secundario de la mina Sherman.

La mina Sherman, situada en la parte superior de Iowa Gulch, en el flanco oeste del monte Sherman, y a más de 12.200 pies de altura, produjo más de 10 millones de onzas de plata, en su mayoría entre 1968 y 1982, con un valor de más de 300 millones de dólares a precios de 2010. El depósito de plata, plomo y zinc de Sherman está alojado en dolomías de la Formación Leadville del Misisípico. La mineralización está dentro de un sistema de cavernas integrado que se desarrolló en estas rocas carbonatadas en el tiempo del Misisípico tardío. La mineralización de Pb-Zn-Ag fue emplazada en el antiguo sistema de cavernas hace unos 272 ± 18 Ma, durante el período Pérmico Temprano.
Los minerales secundarios de la mina Sherman son populares entre los coleccionistas de minerales. Las prominentes ruinas de los edificios y estructuras históricas de la mina Hilltop (por encima de los trabajos más recientes de la mina Sherman) son a menudo visitadas y fotografiadas por excursionistas y montañeros.

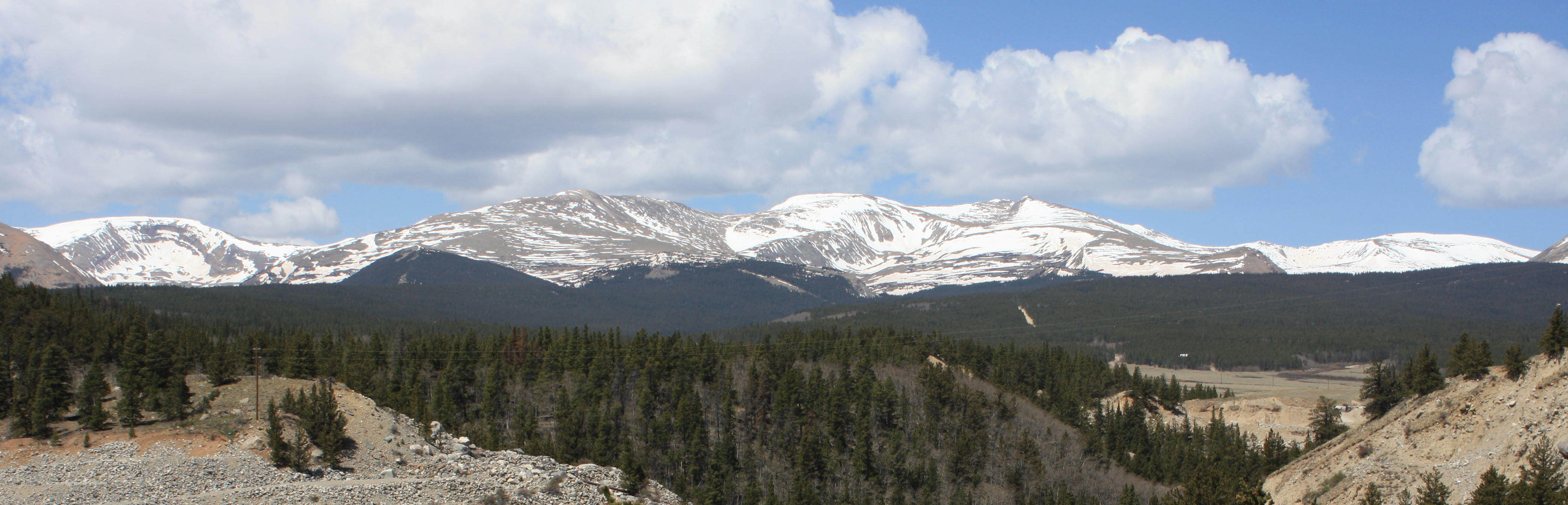
El monte Sherman y la cordillera del Mosquito: (de izquierda a derecha) montaña Herradura, White Ridge, monte Sherman, pico Géminis y "monte Evans #2" (lejos a la derecha), mirando al oeste desde la carretera estatal 9, justo al norte de Fairplay. Foto tomada en mayo de 2009